# 约瑟夫·波尼亚托夫斯基纪念碑
华沙约瑟夫·波尼亚托夫斯基亲王纪念碑（波蘭語：Pomnik księcia Józefa Poniatowskiego w Warszawie）是波兰华沙的一处地标，位于克拉科夫郊区街46/48号总统府院内，由常住罗马的丹麦雕塑家贝特尔·托瓦尔森创作于1829年，描绘约瑟夫·波尼亚托夫斯基 (1763–1813) 骑着马，身穿古罗马将军的服饰。